# 정보공유연대
정보공유연대(情報共有連帶, IPLeft)는 대한민국의 시민단체이다. 1999년 2월 대한민국 서울에서 개최된 '지적재산권과 독점문제 토론회' 이후 지적재산권에 대한 대한민국 시민사회단체의 지속적인 연구와 개입을 위해 만든 '지적재산권연구회'라는 모임에서 시작해서, 2002년 2월 '공유적지적재산권모임 IPLeft'로 이름을 바꾼 단체이다. 지적재산권에 대한 이론적 비판, 현실의 지적재산권 제도에 대한 비판, 대안적인 지적재산권 제도의 모색, 카피레프트 운동 등에 대해서 본격적인 연구활동을 진행해오고 있다.

## 관점
정보공유연대 IPLeft가 주목하고, 생각하는 바는 아래와 같다.
- 지적재산권 제도와 이를 강화하려는 경향에 의해 정보가 독점됨으로써 현실에서는 기술과 문화의 발전을 저해하고 있다
- 지적재산권 제도가 창작과 발명을 촉진하는 본래의 기능에서 벗어나, 표현의 자유나 개인의 프라이버시등 기본권을 억압하는 정치적 도구로 사용될 수 있다
- 지적재산권 강화로 인해 사회 계층간, 국가간 정보격차가 심화되는 경향이 있다.
- 진정한 혁신과 창조를 위해서는 정보독점을 제도적으로 보장하기보다는 정보공유의 미덕이 사회적으로 확산되어야 한다.

## 발간 자료
- '디지털은 자유다' (도서출판 이후, 2000년 8월)

## 같이 보기
- 정보공유라이선스
- 전자프론티어재단
- 해적당